# Linnasaari (ö i Södra Savolax, S:t Michel, lat 61,53, long 28,58)
Linnasaari är en ö i Finland. Den ligger i sjön Pihlajavesi och i kommunen Puumala i den ekonomiska regionen  S:t Michel och landskapet Södra Savolax, i den södra delen av landet, 240 km nordost om huvudstaden Helsingfors. Öns area är 5,7 hektar och dess största längd är 360 meter i sydöst-nordvästlig riktning.